# Ксаверув (Люблінське воєводство)
Ксаверув (пол. Ksawerów) — село в Польщі, у гміні Жмудь Холмського повіту Люблінського воєводства. Населення — 50 осіб (2011).

## Історія
За даними етнографічної експедиції 1869—1870 років під керівництвом Павла Чубинського, у селі здебільшого проживали греко-католики, які розмовляли українською мовою.
У 1975—1998 роках село належало до Холмського воєводства.

## Демографія
Демографічна структура станом на 31 березня 2011 року:
|          | Загалом | Допрацездатний вік | Працездатний вік | Постпрацездатний вік |
| -------- | ------- | ------------------ | ---------------- | -------------------- |
| Чоловіки | 23      | 6                  | 16               | 1                    |
| Жінки    | 27      | 5                  | 13               | 9                    |
| Разом    | 50      | 11                 | 29               | 10                   |